# سد کروم
سد کروم (به لاتین: Kromme Dam) یک سد قوسی در آفریقای جنوبی است که در کیپ شرقی واقع شده‌است.